# Élections législatives de 1988 dans le Rhône
Les élections législatives françaises de 1988 se déroulent les 5 et 12 juin 1988.  Dans le département du Rhône, quatorze députés sont à élire dans le cadre de quatorze circonscriptions.

## Élus
| Circonscription | Député sortant        | Parti                 | Parti                 | Député élu ou réélu      | Parti | Parti     |
| --------------- | --------------------- | --------------------- | --------------------- | ------------------------ | ----- | --------- |
| 1e              | Scrutin proportionnel | Scrutin proportionnel | Scrutin proportionnel | Bernadette Isaac-Sibille |       | UDF (CDS) |
| 2e              | Scrutin proportionnel | Scrutin proportionnel | Scrutin proportionnel | Michel Noir              |       | RPR       |
| 3e              | Scrutin proportionnel | Scrutin proportionnel | Scrutin proportionnel | Jean-Michel Dubernard    |       | RPR       |
| 4e              | Scrutin proportionnel | Scrutin proportionnel | Scrutin proportionnel | Raymond Barre            |       | app. UDF  |
| 5e              | Scrutin proportionnel | Scrutin proportionnel | Scrutin proportionnel | Jean Rigaud              |       | UDF (AD)  |
| 6e              | Scrutin proportionnel | Scrutin proportionnel | Scrutin proportionnel | Charles Hernu            |       | PS        |
| 7e              | Scrutin proportionnel | Scrutin proportionnel | Scrutin proportionnel | Jean-Jack Queyranne      |       | PS        |
| 8e              | Scrutin proportionnel | Scrutin proportionnel | Scrutin proportionnel | Alain Mayoud             |       | UDF (PR)  |
| 9e              | Scrutin proportionnel | Scrutin proportionnel | Scrutin proportionnel | Francisque Perrut        |       | UDF (PR)  |
| 10e             | Scrutin proportionnel | Scrutin proportionnel | Scrutin proportionnel | Jean Besson              |       | RPR       |
| 11e             | Scrutin proportionnel | Scrutin proportionnel | Scrutin proportionnel | Gabriel Montcharmont     |       | PS        |
| 12e             | Scrutin proportionnel | Scrutin proportionnel | Scrutin proportionnel | Michel Terrot            |       | RPR       |
| 13e             | Scrutin proportionnel | Scrutin proportionnel | Scrutin proportionnel | Jean Poperen             |       | PS        |
| 14e             | Scrutin proportionnel | Scrutin proportionnel | Scrutin proportionnel | Marie-Josèphe Sublet     |       | PS        |

## Positionnement des partis
L'UDF et le RPR se présentent unis sous l'étiquette « Union du Rassemblement et du Centre » tandis que les candidats du Parti socialiste se rangent sous la bannière de la « Majorité présidentielle pour la France unie », slogan de la campagne présidentielle de François Mitterrand.

## Résultats

### Résultats à l'échelle du département
| Parti          | Parti                               | Premier tour | Premier tour | Second tour | Second tour | Sièges |
| Parti          | Parti                               | Voix         | %            | Voix        | %           | Sièges |
| -------------- | ----------------------------------- | ------------ | ------------ | ----------- | ----------- | ------ |
|                | Union pour la démocratie française  | 129 618      | 24,17        | 75 469      | 20,31       | 5      |
|                | Rassemblement pour la République    | 97 596       | 18,20        | 104 565     | 28,14       | 4      |
|                | Divers droite                       | 5 510        | 1,03         | Retrait     | Retrait     | 0      |
|                | Union du Rassemblement et du Centre | 232 724      | 43,39        | 180 034     | 48,45       | 9      |
|                |                                     |              |              |             |             |        |
|                | Parti socialiste                    | 178 521      | 33,28        | 184 664     | 49,69       | 5      |
|                | Divers gauche (Maj. prés.)          | 1 269        | 0,24         |             |             | 0      |
|                | La France unie                      | 179 790      | 33,52        | 184 664     | 49,69       | 5      |
|                |                                     |              |              |             |             |        |
|                | Front national                      | 74 101       | 13,82        | 6 924       | 1,86        | 0      |
|                | Parti communiste français           | 47 553       | 8,87         | Retrait     | Retrait     | 0      |
|                | Les Verts                           | 2 040        | 0,38         |             |             | 0      |
|                | Parti ouvrier européen              | 164          | 0,03         | 0           |             |        |
|                |                                     |              |              |             |             |        |
| Inscrits       | Inscrits                            | 881 956      | 100,00       | 612 292     | 100,00      | 14     |
| Abstentions    | Abstentions                         | 338 136      | 38,34        | 227 396     | 37,14       |        |
| Votants        | Votants                             | 543 820      | 61,66        | 384 896     | 62,86       |        |
| Blancs et nuls | Blancs et nuls                      | 7 448        | 1,37         | 13 274      | 3,45        |        |
| Exprimés       | Exprimés                            | 536 372      | 98,63        | 371 622     | 96,55       |        |

### Résultats par circonscription

#### Première circonscription
| Candidat       | Candidat                                 | Parti                      | Premier tour | Premier tour | Second tour | Second tour |  |
| Candidat       | Candidat                                 | Parti                      | Voix         | %            | Voix        | %           |  |
| -------------- | ---------------------------------------- | -------------------------- | ------------ | ------------ | ----------- | ----------- |  |
|                | Bernadette Isaac-Sibille sortante réélue | UDF (CDS) (URC)            | 12 447       | 38,73        | 17 446      | 51,44       |  |
|                | Gérard Collomb sortant                   | PS                         | 12 042       | 37,46        | 16 469      | 48,56       |  |
|                | Joseph Ledant                            | FN                         | 4 182        | 13,01        |             |             |  |
|                | Guy Front                                | PCF                        | 2 202        | 6,85         |             |             |  |
|                | Émile Vasquez                            | Divers gauche (Maj. prés.) | 1 269        | 3,95         |             |             |  |
|                |                                          |                            |              |              |             |             |  |
| Inscrits       | Inscrits                                 | Inscrits                   | 54 008       | 100,00       | 54 008      | 100,00      |  |
| Abstentions    | Abstentions                              | Abstentions                | 21 474       | 39,76        | 19 167      | 35,49       |  |
| Votants        | Votants                                  | Votants                    | 32 534       | 60,24        | 34 841      | 64,51       |  |
| Blancs et nuls | Blancs et nuls                           | Blancs et nuls             | 392          | 1,2          | 926         | 2,66        |  |
| Exprimés       | Exprimés                                 | Exprimés                   | 32 142       | 98,8         | 33 915      | 97,34       |  |

#### Deuxième circonscription
| Candidat       | Candidat                  | Parti          | Premier tour | Premier tour | Second tour | Second tour |  |
| Candidat       | Candidat                  | Parti          | Voix         | %            | Voix        | %           |  |
| -------------- | ------------------------- | -------------- | ------------ | ------------ | ----------- | ----------- |  |
|                | Michel Noir sortant réélu | RPR (URC)      | 18 877       | 47,83        | 23 494      | 58,82       |  |
|                | Pierre Laréal             | PS             | 12 231       | 30,99        | 16 448      | 41,18       |  |
|                | Bruno d'Épenoux           | FN             | 5 390        | 13,66        |             |             |  |
|                | Yves Fournel              | PCF            | 2 112        | 5,35         |             |             |  |
|                | Jacques Printemps         | Les Verts      | 860          | 2,18         |             |             |  |
|                |                           |                |              |              |             |             |  |
| Inscrits       | Inscrits                  | Inscrits       | 65 710       | 100,00       | 65 710      | 100,00      |  |
| Abstentions    | Abstentions               | Abstentions    | 25 825       | 39,3         | 24 588      | 37,42       |  |
| Votants        | Votants                   | Votants        | 39 885       | 60,7         | 41 122      | 62,58       |  |
| Blancs et nuls | Blancs et nuls            | Blancs et nuls | 415          | 1,04         | 1 180       | 2,87        |  |
| Exprimés       | Exprimés                  | Exprimés       | 39 470       | 98,96        | 39 942      | 97,13       |  |

#### Troisième circonscription
| Candidat       | Candidat                            | Parti          | Premier tour | Premier tour | Second tour | Second tour |  |
| Candidat       | Candidat                            | Parti          | Voix         | %            | Voix        | %           |  |
| -------------- | ----------------------------------- | -------------- | ------------ | ------------ | ----------- | ----------- |  |
|                | Jean-Michel Dubernard sortant réélu | RPR (URC)      | 15 425       | 44,98        | 20 426      | 58,15       |  |
|                | Jean-Pierre Flaconnèche             | PS             | 10 794       | 31,47        | 14 700      | 41,85       |  |
|                | Maurice Depierre                    | FN             | 5 143        | 15           |             |             |  |
|                | René Chevailler                     | PCF            | 2 932        | 8,55         |             |             |  |
|                |                                     |                |              |              |             |             |  |
| Inscrits       | Inscrits                            | Inscrits       | 58 091       | 100,00       | 58 091      | 100,00      |  |
| Abstentions    | Abstentions                         | Abstentions    | 23 368       | 40,23        | 22 270      | 38,34       |  |
| Votants        | Votants                             | Votants        | 34 723       | 59,77        | 35 821      | 61,66       |  |
| Blancs et nuls | Blancs et nuls                      | Blancs et nuls | 429          | 1,24         | 695         | 1,94        |  |
| Exprimés       | Exprimés                            | Exprimés       | 34 294       | 98,76        | 35 126      | 98,06       |  |

#### Quatrième circonscription
|                | Raymond Barre sortant réélu | UDF (URC)      | 21 152 | 55,78  |  |  |  |
|                | Martine Roure               | PS             | 9 518  | 25,1   |  |  |  |
|                | Jacqueline Barral           | FN             | 5 193  | 13,69  |  |  |  |
|                | Georges Mazard              | PCF            | 1 895  | 5      |  |  |  |
|                | Ruth Pierre                 | POE            | 164    | 0,43   |  |  |  |
|                |                             |                |        |        |  |  |  |
| Inscrits       | Inscrits                    | Inscrits       | 62 305 | 100,00 |  |  |  |
| Abstentions    | Abstentions                 | Abstentions    | 23 929 | 38,41  |  |  |  |
| Votants        | Votants                     | Votants        | 38 376 | 61,59  |  |  |  |
| Blancs et nuls | Blancs et nuls              | Blancs et nuls | 454    | 1,18   |  |  |  |
| Exprimés       | Exprimés                    | Exprimés       | 37 922 | 98,82  |  |  |  |

#### Cinquième circonscription (Neuville-sur-Saône)
|                | Jean Rigaud sortant réélu | UDF (AD) (URC) | 24 501 | 51,78  |  |  |  |
|                | Jean Machurat             | PS             | 14 880 | 31,45  |  |  |  |
|                | Jean-Paul Henry           | FN             | 5 892  | 12,45  |  |  |  |
|                | Gérard Crouzet            | PCF            | 2 041  | 4,31   |  |  |  |
|                |                           |                |        |        |  |  |  |
| Inscrits       | Inscrits                  | Inscrits       | 73 581 | 100,00 |  |  |  |
| Abstentions    | Abstentions               | Abstentions    | 25 717 | 34,95  |  |  |  |
| Votants        | Votants                   | Votants        | 47 864 | 65,05  |  |  |  |
| Blancs et nuls | Blancs et nuls            | Blancs et nuls | 550    | 1,15   |  |  |  |
| Exprimés       | Exprimés                  | Exprimés       | 47 314 | 98,85  |  |  |  |

#### Sixième circonscription (Villeurbanne)
| Candidat       | Candidat                    | Parti          | Premier tour | Premier tour | Second tour | Second tour |  |
| Candidat       | Candidat                    | Parti          | Voix         | %            | Voix        | %           |  |
| -------------- | --------------------------- | -------------- | ------------ | ------------ | ----------- | ----------- |  |
|                | Charles Hernu sortant réélu | PS             | 17 523       | 46,61        | 22 409      | 57,52       |  |
|                | René Basse                  | RPR (URC)      | 10 374       | 27,59        | 16 549      | 42,48       |  |
|                | Pierre Vial                 | FN             | 6 261        | 16,65        |             |             |  |
|                | Pierre Grannec              | PCF            | 3 436        | 9,14         |             |             |  |
|                |                             |                |              |              |             |             |  |
| Inscrits       | Inscrits                    | Inscrits       | 62 883       | 100,00       | 62 583      | 100,00      |  |
| Abstentions    | Abstentions                 | Abstentions    | 24 568       | 39,07        | 22 592      | 36,1        |  |
| Votants        | Votants                     | Votants        | 38 315       | 60,93        | 39 991      | 63,9        |  |
| Blancs et nuls | Blancs et nuls              | Blancs et nuls | 721          | 1,88         | 1 033       | 2,58        |  |
| Exprimés       | Exprimés                    | Exprimés       | 37 594       | 98,12        | 38 958      | 97,42       |  |

#### Septième circonscription (Vaulx-en-Velin)
| Candidat       | Candidat                          | Parti          | Premier tour | Premier tour | Second tour | Second tour |  |
| Candidat       | Candidat                          | Parti          | Voix         | %            | Voix        | %           |  |
| -------------- | --------------------------------- | -------------- | ------------ | ------------ | ----------- | ----------- |  |
|                | Jean-Jack Queyranne sortant réélu | PS             | 10 975       | 32,89        | 18 525      | 53,23       |  |
|                | Marcel André                      | UDF (AD) (URC) | 9 695        | 29,06        | 16 279      | 46,77       |  |
|                | Denis de Bouteiller               | FN             | 6 268        | 18,79        |             |             |  |
|                | Maurice Charrier                  | PCF            | 4 570        | 13,7         |             |             |  |
|                | Jean Brière                       | Les Verts      | 1 180        | 3,54         |             |             |  |
|                | Laurent Clamaron                  | Divers droite  | 676          | 2,03         |             |             |  |
|                |                                   |                |              |              |             |             |  |
| Inscrits       | Inscrits                          | Inscrits       | 60 909       | 100,00       | 60 910      | 100,00      |  |
| Abstentions    | Abstentions                       | Abstentions    | 27 129       | 44,54        | 25 186      | 41,35       |  |
| Votants        | Votants                           | Votants        | 33 780       | 55,46        | 35 724      | 58,65       |  |
| Blancs et nuls | Blancs et nuls                    | Blancs et nuls | 416          | 1,23         | 920         | 2,58        |  |
| Exprimés       | Exprimés                          | Exprimés       | 33 364       | 98,77        | 34 804      | 97,42       |  |

#### Huitième circonscription (Tarare)
|                | Alain Mayoud sortant réélu | UDF (PR) (URC) | 25 044 | 57,09  |  |  |  |
|                | Christian Gunther          | PS             | 12 840 | 29,27  |  |  |  |
|                | Albert Rosset              | FN             | 3 807  | 8,68   |  |  |  |
|                | Henri Papot                | PCF            | 2 173  | 4,95   |  |  |  |
|                |                            |                |        |        |  |  |  |
| Inscrits       | Inscrits                   | Inscrits       | 66 895 | 100,00 |  |  |  |
| Abstentions    | Abstentions                | Abstentions    | 22 304 | 33,34  |  |  |  |
| Votants        | Votants                    | Votants        | 44 591 | 66,66  |  |  |  |
| Blancs et nuls | Blancs et nuls             | Blancs et nuls | 727    | 1,63   |  |  |  |
| Exprimés       | Exprimés                   | Exprimés       | 43 864 | 98,37  |  |  |  |

#### Neuvième circonscription (Villefranche-sur-Saône)
| Candidat       | Candidat                        | Parti          | Premier tour | Premier tour | Second tour | Second tour |  |
| Candidat       | Candidat                        | Parti          | Voix         | %            | Voix        | %           |  |
| -------------- | ------------------------------- | -------------- | ------------ | ------------ | ----------- | ----------- |  |
|                | Francisque Perrut sortant réélu | UDF (PR) (URC) | 16 563       | 42,15        | 25 657      | 59,92       |  |
|                | André Poutissou                 | PS             | 12 632       | 32,15        | 17 162      | 40,08       |  |
|                | Georges Pham-Dinh               | FN             | 4 071        | 10,36        |             |             |  |
|                | Jean-Paul Gasquet               | diss. RPR      | 4 051        | 10,31        |             |             |  |
|                | Michel Lebail                   | PCF            | 1 975        | 5,03         |             |             |  |
|                |                                 |                |              |              |             |             |  |
| Inscrits       | Inscrits                        | Inscrits       | 64 746       | 100,00       | 64 741      | 100,00      |  |
| Abstentions    | Abstentions                     | Abstentions    | 24 912       | 38,48        | 21 111      | 32,61       |  |
| Votants        | Votants                         | Votants        | 39 834       | 61,52        | 43 630      | 67,39       |  |
| Blancs et nuls | Blancs et nuls                  | Blancs et nuls | 542          | 1,36         | 811         | 1,86        |  |
| Exprimés       | Exprimés                        | Exprimés       | 39 292       | 98,64        | 42 819      | 98,14       |  |

#### Dixième circonscription (Vaugneray)
|                | Jean Besson sortant réélu | RPR (URC)      | 23 232 | 56,09  |  |  |  |
|                | Yvette Perrin-Riss        | PS             | 11 592 | 27,99  |  |  |  |
|                | Alain Ruet                | FN             | 4 601  | 11,11  |  |  |  |
|                | Henri Malod               | PCF            | 1 996  | 4,82   |  |  |  |
|                |                           |                |        |        |  |  |  |
| Inscrits       | Inscrits                  | Inscrits       | 64 149 | 100,00 |  |  |  |
| Abstentions    | Abstentions               | Abstentions    | 22 119 | 34,48  |  |  |  |
| Votants        | Votants                   | Votants        | 42 030 | 65,52  |  |  |  |
| Blancs et nuls | Blancs et nuls            | Blancs et nuls | 609    | 1,45   |  |  |  |
| Exprimés       | Exprimés                  | Exprimés       | 41 421 | 98,55  |  |  |  |

#### Onzième circonscription (Givors)
| Candidat       | Candidat                 | Parti          | Premier tour | Premier tour | Second tour | Second tour |  |
| Candidat       | Candidat                 | Parti          | Voix         | %            | Voix        | %           |  |
| -------------- | ------------------------ | -------------- | ------------ | ------------ | ----------- | ----------- |  |
|                | Gabriel Montcharmont élu | PS             | 12 582       | 32,62        | 21 374      | 51,89       |  |
|                | Jean-Claude Bahu         | RPR (URC)      | 10 921       | 28,32        | 19 819      | 48,11       |  |
|                | Camille Vallin           | PCF            | 6 197        | 16,07        |             |             |  |
|                | Franck Levasseur         | FN             | 4 861        | 12,6         |             |             |  |
|                | Alfred Gerin             | UDF (CDS)      | 4 007        | 10,39        |             |             |  |
|                |                          |                |              |              |             |             |  |
| Inscrits       | Inscrits                 | Inscrits       | 60 969       | 100,00       | 60 965      | 100,00      |  |
| Abstentions    | Abstentions              | Abstentions    | 21 848       | 35,83        | 18 804      | 30,84       |  |
| Votants        | Votants                  | Votants        | 39 121       | 64,17        | 42 161      | 69,16       |  |
| Blancs et nuls | Blancs et nuls           | Blancs et nuls | 553          | 1,41         | 968         | 2,3         |  |
| Exprimés       | Exprimés                 | Exprimés       | 38 568       | 98,59        | 41 193      | 97,7        |  |

#### Douzième circonscription (Oullins)
| Candidat       | Candidat                    | Parti          | Premier tour | Premier tour | Second tour | Second tour |  |
| Candidat       | Candidat                    | Parti          | Voix         | %            | Voix        | %           |  |
| -------------- | --------------------------- | -------------- | ------------ | ------------ | ----------- | ----------- |  |
|                | Michel Terrot sortant réélu | RPR (URC)      | 18 767       | 45,46        | 24 277      | 55,14       |  |
|                | René Lambert                | PS             | 13 783       | 33,39        | 19 751      | 44,86       |  |
|                | Jean-Marie Mick             | PCF            | 4 444        | 10,77        |             |             |  |
|                | Alain Chevalier             | FN             | 4 287        | 10,38        |             |             |  |
|                |                             |                |              |              |             |             |  |
| Inscrits       | Inscrits                    | Inscrits       | 66 154       | 100,00       | 66 152      | 100,00      |  |
| Abstentions    | Abstentions                 | Abstentions    | 24 411       | 36,9         | 21 382      | 32,32       |  |
| Votants        | Votants                     | Votants        | 41 743       | 63,1         | 44 770      | 67,68       |  |
| Blancs et nuls | Blancs et nuls              | Blancs et nuls | 462          | 1,11         | 742         | 1,66        |  |
| Exprimés       | Exprimés                    | Exprimés       | 41 281       | 98,89        | 44 028      | 98,34       |  |

#### Treizième circonscription (Meyzieu)
| Candidat       | Candidat                   | Parti           | Premier tour | Premier tour | Second tour | Second tour |  |
| Candidat       | Candidat                   | Parti           | Voix         | %            | Voix        | %           |  |
| -------------- | -------------------------- | --------------- | ------------ | ------------ | ----------- | ----------- |  |
|                | Jean Poperen sortant réélu | PS              | 17 586       | 41,33        | 23 758      | 50,90       |  |
|                | Michel Mauclair            | UDF (CDS) (URC) | 11 897       | 27,96        | 16 087      | 34,46       |  |
|                | Bruno Gollnisch sortant    | FN              | 9 046        | 21,26        | 6 924       | 14,83       |  |
|                | Françoise Pagano           | PCF             | 3 543        | 8,33         |             |             |  |
|                | Yves Guyon                 | Divers droite   | 477          | 1,12         |             |             |  |
|                |                            |                 |              |              |             |             |  |
| Inscrits       | Inscrits                   | Inscrits        | 72 272       | 100,00       | 72 271      | 100,00      |  |
| Abstentions    | Abstentions                | Abstentions     | 29 043       | 40,19        | 24 659      | 34,12       |  |
| Votants        | Votants                    | Votants         | 43 229       | 59,81        | 47 612      | 65,88       |  |
| Blancs et nuls | Blancs et nuls             | Blancs et nuls  | 680          | 1,57         | 943         | 1,98        |  |
| Exprimés       | Exprimés                   | Exprimés        | 42 549       | 98,43        | 46 669      | 98,02       |  |

#### Quatorzième circonscription (Vénissieux)
| Candidat       | Candidat                             | Parti           | Premier tour | Premier tour | Second tour | Second tour |  |
| Candidat       | Candidat                             | Parti           | Voix         | %            | Voix        | %           |  |
| -------------- | ------------------------------------ | --------------- | ------------ | ------------ | ----------- | ----------- |  |
|                | Marie-Josèphe Sublet sortante réélue | PS              | 9 543        | 34,96        | 14 068      | 100,00      |  |
|                | Charles Fiterman sortant             | PCF             | 8 037        | 29,44        | Retrait     | Retrait     |  |
|                | Maurice Joannon                      | FN              | 5 099        | 18,68        |             |             |  |
|                | Gabriel Paillasson                   | UDF (Rad) (URC) | 4 312        | 15,80        |             |             |  |
|                | Alain Martinez                       | Divers droite   | 306          | 1,12         |             |             |  |
|                |                                      |                 |              |              |             |             |  |
| Inscrits       | Inscrits                             | Inscrits        | 49 284       | 100,00       | 46 861      | 100,00      |  |
| Abstentions    | Abstentions                          | Abstentions     | 21 489       | 43,6         | 27 637      | 58,98       |  |
| Votants        | Votants                              | Votants         | 27 795       | 56,4         | 19 224      | 41,02       |  |
| Blancs et nuls | Blancs et nuls                       | Blancs et nuls  | 498          | 1,79         | 5 156       | 26,82       |  |
| Exprimés       | Exprimés                             | Exprimés        | 27 297       | 98,21        | 14 068      | 73,18       |  |